# Ženská basketbalová liga 2010/2011
EXCELSIOR Ženská basketbalová liga měla v sezóně 2010-2011 10 klubů. Vítězem se stal klub ZVVZ USK Praha, základní část vyhrály basketbalistky klubu BK Frisco SIKA Brno.

## Herní systém
Sezóna se skládala ze tří částí:
- základní skupina hraná systémem každý s každým
- nadstavbové skupiny A1 (1.-4. tým) a A2 (5.-10. tým) hrané opět systémem každý s každým
- play-off kdy osm nejlepších klubů hrálo vylučovacím způsobem na tři vítězná utkání ve čtvrtfinále a finále a na dvě vítězná utkání v semifinále a o umístění (3.-8. místo).

## Kluby v soutěži
- BK Frisco Sika Brno
- ZVVZ USK Praha
- BK Kara Trutnov
- Slovanka Mladá Boleslav
- BK Lokomotiva Karlovy Vary
- TJ Sokol Hradec Králové
- BK Czech coal AlDast Strakonice
- VŠ Praha
- Valosun Brno
- BK Pliska Studánka Pardubice

## Základní část
| Poř. | Klub                           | Body | Výhry | Prohry | Skóre     |
| ---- | ------------------------------ | ---- | ----- | ------ | --------- |
| 1.   | BK Frisco SIKA Brno            | 35   | 17    | 1      | 1583:1174 |
| 2.   | ZVVZ USK Praha                 | 35   | 17    | 1      | 1768:1067 |
| 3.   | Slovanka MB                    | 30   | 12    | 6      | 1289:1284 |
| 4.   | Kara Trutnov                   | 28   | 10    | 8      | 1396:1347 |
| 5.   | BK Czech coal Afast Strakonice | 26   | 8     | 10     | 1294:1334 |
| 6.   | Valosun Brno                   | 26   | 8     | 10     | 1282:1334 |
| 7.   | BK Lokomotiva Karlovy Vary     | 26   | 6     | 12     | 1202:1349 |
| 8.   | Sokol Hradec Králové           | 24   | 6     | 12     | 1195:1371 |
| 9.   | VŠ Praha                       | 23   | 5     | 13     | 1194:1418 |
| 10.  | BK Pliska Studánka Pardubice   | 19   | 1     | 17     | 1068:1593 |

## Skupina A1
| Poř. | Klub                | Body | Výhry | Prohry | Skóre     |
| ---- | ------------------- | ---- | ----- | ------ | --------- |
| 1.   | BK Frisco SIKA Brno | 46   | 22    | 2      | 2111:1575 |
| 2.   | ZVVZ USK Praha      | 46   | 22    | 2      | 2307:1459 |
| 3.   | Slovanka MB         | 37   | 13    | 11     | 1684:1853 |
| 4.   | Kara Trutnov        | 35   | 11    | 13     | 1851:1902 |

## Skupina A2
| Poř. | Klub                           | Body | Výhry | Prohry | Skóre     |
| ---- | ------------------------------ | ---- | ----- | ------ | --------- |
| 1.   | Valosun Brno                   | 44   | 16    | 12     | 2027:1961 |
| 2.   | BK Czech coal Afast Strakonice | 43   | 15    | 13     | 2007:1974 |
| 3.   | BK Lokomotiva Karlovy Vary     | 40   | 12    | 16     | 1936:1974 |
| 4.   | Sokol Hradec Králové           | 39   | 11    | 17     | 1841:2043 |
| 5.   | VŠ Praha                       | 36   | 8     | 20     | 1873:2195 |
| 6.   | BK Pliska Studánka Pardubice   | 30   | 2     | 26     | 1637:2338 |

Nesestupuje žádný tým, protože od sezóny 2011/12 se liga rozšiřuje na 12 týmů.

## Play-off

### čtvrtfinále
1. kolo
- BK Frisco SIKA Brno 113:56 Sokol Hradec Králové
- ZVVZ USK Praha 100:44 BK Lokomotiva Karlovy Vary
- Slovanka MB 78:70 BK Czech coal Afast Strakonice
- Kara Trutnov 70:64 Valosun Brno

2. kolo
- BK Frisco SIKA Brno 76:56 Sokol Hradec Králové
- ZVVZ USK Praha 62:42 BK Lokomotiva Karlovy Vary
- Slovanka MB 72:68 BK Czech coal Afast Strakonice
- Kara Trutnov 77:70 Valosun Brno

3. kolo
- Sokol Hradec Králové 64:97 BK Frisco SIKA Brno
- BK Lokomotiva Karlovy Vary 60:104 ZVVZ USK Praha
- BK Czech coal Afast Strakonice 94:78 Slovanka MB
- Valosun Brno 73:70 Kara Trutnov

4. kolo
- BK Czech coal Afast Strakonice 68:54 Slovanka MB
- Valosun Brno 82:64 Kara Trutnov

5. kolo
- Slovanka MB 64:70 BK Czech coal Afast Strakonice
- Kara Trutnov 67:68 Valosun Brno

### semifinále
1. kolo
- BK Frisco SIKA Brno 85:66 Valosun Brno
- ZVVZ USK Praha 83:55 BK Czech coal Afast Strakonice

2. kolo
- Valosun Brno 64:95 BK Frisco SIKA Brno
- BK Czech coal Afast Strakonice 48:96 ZVVZ USK Praha

### finále
1. kolo
- BK Frisco SIKA Brno 73:83 ZVVZ USK Praha

2. kolo
- ZVVZ USK Praha 85:70 BK Frisco SIKA Brno

3. kolo
- BK Frisco SIKA Brno 62:72 ZVVZ USK Praha

### o 3. místo
1. kolo
- Valosun Brno 77:67 BK Czech coal Afast Strakonice

2. kolo
- Valosun Brno 70:60 BK Czech coal Afast Strakonice

3. kolo
- BK Czech coal Afast Strakonice 72:64 Valosun Brno

4. kolo
- BK Czech coal Afast Strakonice 72:63 Valosun Brno

5. kolo
- Valosun Brno 68:73 BK Czech coal Afast Strakonice